# ضرعاء هلباء شائكة
ضرعاء هلباء شائكة (الاسم العلمي:Mammillaria glochidiata) هو نوع من النباتات يتبع جنس الضرعاء من الفصيلة الصبارية.

## انظر أيضا

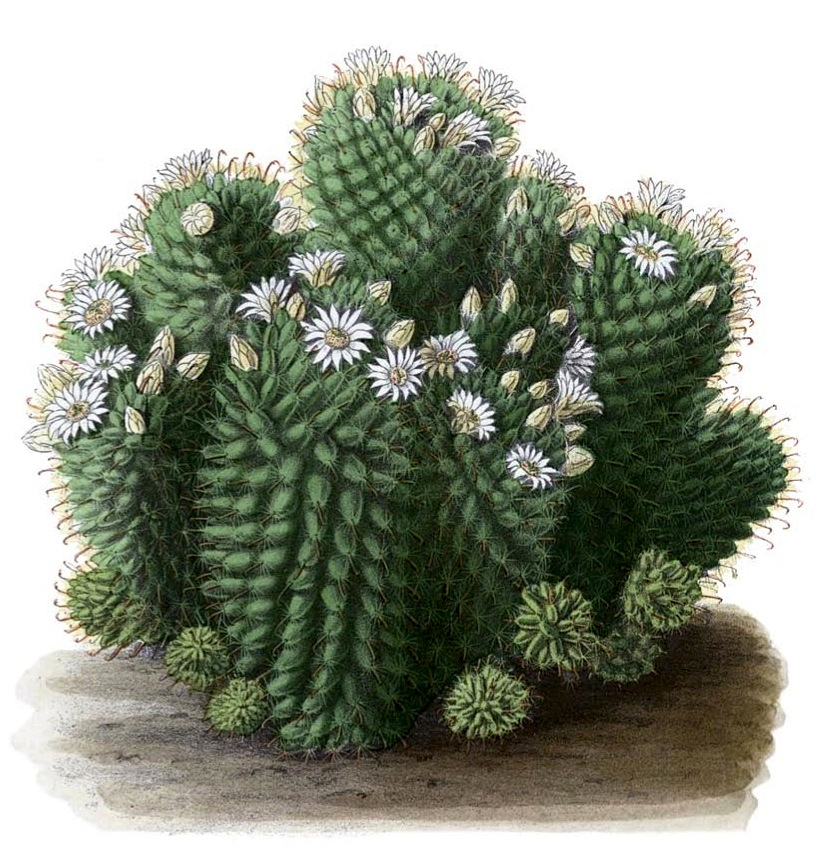
رسم توضيحي

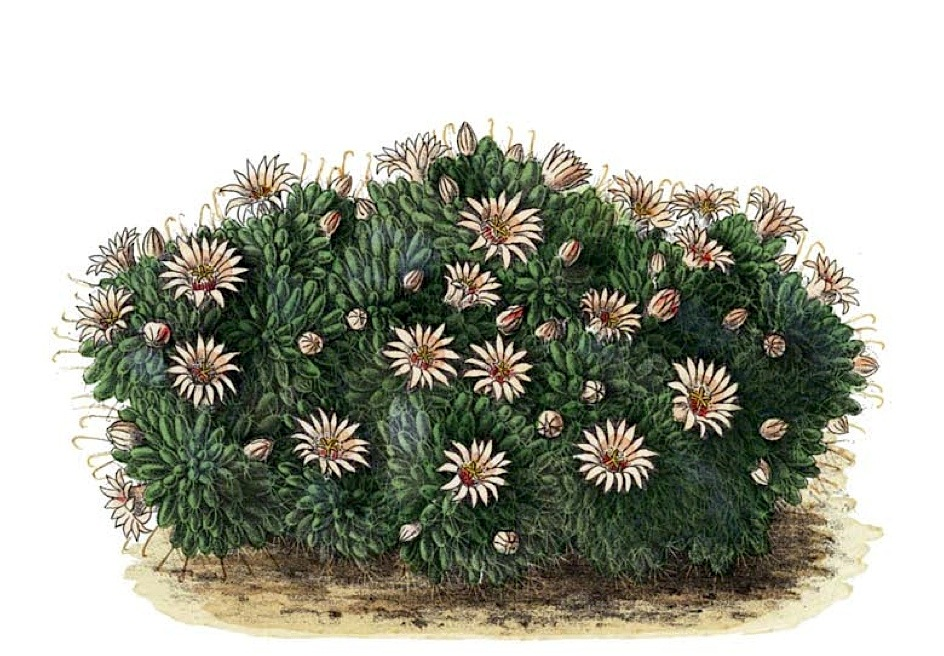
رسم توضيحي